# سعيد حدو
سعيد حدو (بالفرنسية: Saïd Haddou)‏ ولد بتاريخ 23 نوفمبر 1982 في فرنسا، هو دراج فرنسي في صنف سباق الدراجات على الطريق.

## وصلات خارجية
- الموقع الرسمي

## روابط خارجية
- سعيد حدو على موقع الاتحاد الدولي للدراجات (الإنجليزية)
- سعيد حدو على موقع أرشيف الدراجات (الإنجليزية)
- سعيد حدو على موقع إحصائيات الدراجات الإحترافية (الإنجليزية)
- سعيد حدو على موقع نسبة الدراجات (الإنجليزية)